# St. Veit (Tauberzell)

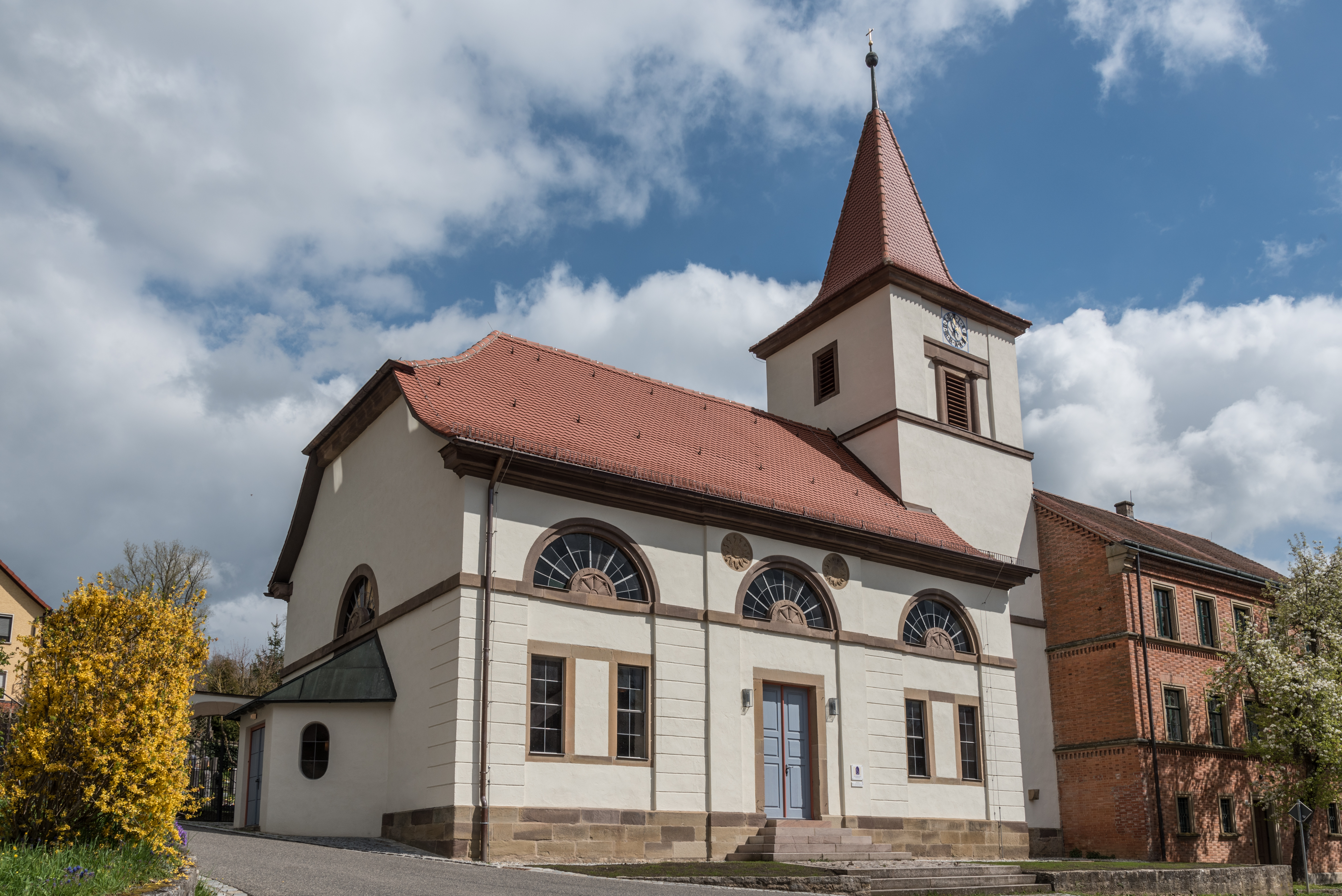
St. Veit (Tauberzell)

Die denkmalgeschützte, evangelisch-lutherische Pfarrkirche St. Veit steht in Tauberzell, einem Gemeindeteil der Gemeinde Adelshofen im Landkreis Ansbach (Mittelfranken, Bayern).Die Kirche ist unter der Denkmalnummer D-5-71-111-28 als Baudenkmal in der Bayerischen Denkmalliste eingetragen. Die Kirche gehört zur Pfarrei Adelshofen im Dekanat Rothenburg ob der Tauber im Kirchenkreis Ansbach-Würzburg der Evangelisch-Lutherischen Kirche in Bayern.

## Beschreibung
Die klassizistische Saalkirche wurde nach dem Entwurf des Bauinspektors aus Ansbach 1806 erbaut. Sie besteht aus einem mit einem Krüppelwalm bedeckten Langhaus, einem an das ehemalige Schulgebäude grenzenden Chorturm im Osten, und der Sakristei an seiner Nordwand. Sein oberstes Geschoss beherbergt die Turmuhr und den Glockenstuhl. Bedeckt ist der Chorturm mit einem vierseitigen Knickhelm. 
Zur Kirchenausstattung gehört ein Kanzelaltar, der mitten im Raum steht. Ihm gegenüber auf der Empore steht eine Orgel.